# Adolfo Couve
Adolfo Couve Rioseco (Valparaíso, 28 mars 1940 - Cartagena, 11 mars 1998) est un peintre et écrivain chilien.

## Biographie
Fils d'Adolfo Couve Braga et Clemencia Rioseco Fernández, Adolfo Couve est l'aîné de trois frères. Né à Valparaíso en 1940, il passe son enfance à Llay Llay où il habite jusqu'à l'âge de huit ans, avant de s'installer avec sa famille à Santiago de Chile. Il achève sa scolarité au Colegio San Ignacio en 1958, et entreprend ses premières études artistiques à l'Escuela de Bellas Artes de l'Universidad de Chile. En 1962, il obtient une bourse pour étudier à l'École des Beaux Arts de Paris et, l'année suivante, poursuit ses études à'Arts Student League à New York.
Il a été marié avec Marta Carrasco, peintre et illustratrice de livres pour enfants. Leur fille, Camila Couve, née en 1963, fait ses débuts dans l'écriture en 2018, en publiant Estampas de niña (Alfaguara).
Il passe les 12 dernières années de sa vie à Carthagène, une petite ville de la province de Saint-Antoine.
Après une forte dépression, il se suicide en 1998.

## Peinture
Adolfo Couve entame ses études artistiques à l'Escuela de Bellas Artes de Santiago. Il est élève et puis assistant du peintre Augusto Eguiluz. Il poursuit ses études à Paris (à l'École de Beaux-Arts) et à New York (The Arts Student League), avant de s'installer définitivement au Chili, en 1963.
De 1964 à 1998, année de sa mort, Couve est professeur titulaire d'Histoire de l'Art, Théorie de l'Art et de Peinture de l'Université du Chili. Il donne également des cours sur la Renaissance et le Baroque à l'Université Catholique du Chili, entre 1974 et 1981.
Peintre passionné et talentueux, Couve décidera tout de même d'abandonner la peinture pour se consacrer entièrement, vers 1973, à la littérature. Il reprendra son activité de peintre dix ans plus tard, au début de 1984. Pourtant, il avouera que son activité créatrice principale est désormais l'écriture.
En 2002 le Musée National de Beaux-Arts de Santiago a organisé une exposition consacrée à la production artistique de Couve. En 2017 une deuxième rétrospective a eu lieu dans le Centro Cultural de Las Condes où des œuvres inédites du peintre ont été exposées sous la direction de l´historienne de l'art Claudia Campaña.

## Littérature
Couve fait ses débuts en littérature en 1965, en publiant un livre de souvenirs d'enfance intitulé Alamiro. Il continue sa carrière littéraire avec la publication de récits brefs réunis sous le titre de En los desórdenes de junio (1968).
Ce n'est cependant qu'avec ses œuvres des années 1970 que Couve attire l'attention du milieu littéraire chilien. En effet, la publication de quatre romans courts (El picadero, El tren de cuerda, La lección de pintura et El pasaje) lui vaut les éloges de la critique, quoique son œuvre connaisse un succès modéré auprès du grand public. Les similitudes esthétiques et thématiques de ces quatre romans aboutiront à la publication d'une tétralogie titrée Cuarteto de la infancia (1996).
Dans les années 1990, Couve abandonne son écriture de filiation réaliste-descriptive pour se consacrer à deux romans qui feront de lui un écrivain renommé : La comedia del arte et son œuvre posthume, Cuando pienso en mi falta de cabeza.

## Œuvre
- Alamiro, Ediciones Extremo Sur, Santiago, 1965
- En los desórdenes de junio, Editorial Zig-Zag, Santiago, 1970
- El picadero, Universitaria, Santiago, 1974
- El tren de cuerda. El parque, Ediciones Galería Época, 1976 (2e édition : El tren de cuerda, Pehuén, 1991)
- La lección de pintura, Fundación BHC para el Desarrollo, Editorial Pomaire, Santiago, 1979 (Planeta, 1991)
- El pasaje. La copia de yeso, Planeta, Santiago, 1989
- El cumpleaños del señor Balande, Universitaria, Santiago, 1991
- Balneario, Planeta, Santiago, 1993
- La comedia del arte, Planeta, Santiago, 1995
- Cuarteto de infancia, Seix Barral, Buenos Aires, 1996. Contiene:
  - El picadero, El tren de cuerda, La lección de pintura y El pasaje
- Cuando pienso en mi falta de cabeza; édition posthume, Seix Barral, Santiago, 2000
- Narrativa completa, Santiago, Planeta Chile, 2003; descargable desde el portal Memoria Chilena.
- Escritos sobre arte, Ediciones UDP, Santiago, 2005
- Obras completas, Tajamar Editores, Santiago, 2013